# Каменица (Софийска област)
Вижте пояснителната страница за други значения на Каменица.
Каменица е село в Западна България. То се намира в община Мирково, Софийска област.

## География
Село Каменица се намира в планински район и отстои на 54 километра в източна посока от град София. Разстоянието до най-близкото село Петрич е около 7,5 км, а до най-близката жп. гара (Мирково) – 21 километра. Надморската височина варира между 670 и 720 м над морското равнище в най-ниската, централна част, до около 860-890 м по най-високите места. На югозапад граничи с ловния резерват „Арамлиец“. Водните ресурси в землището му се осигуряват от притока на река Тополница – река Каменишка, както и от многобройните потоци, голяма част от които пресъхват през горещия летен сезон. Основният поминък на населението е скотовъдство и земеделие. С успех в село Каменица и махалите около него се отглеждат ръж, пшеница, картофи, царевица, грах, фасул, повечето сортове ябълки, круши, сливи, орехи. Сравнително високата му надморска височина предопределя късното падане на слани (случва се и до края на май), което оказва неблагоприятно въздействие върху по-южните и топлолюбиви култури, като вишна, кайсия, праскова, касис, малини, бадеми, някои сортове череши. В зеленчукопроизводството, при наличие на парници или засаждане на по-къснозреещи видове, дават добри добиви доматите, пипера, краставиците. Природните дадености на региона са подходящи за пчеларство, гъбарство и билкосъбиране. Лозарството не е добре развито, но за домашни нужди почти всяка къща разполага с вдигнати лозници. В селото има действаща ловна дружинка и работещо читалище, малко улици са асфалтирани, а къщите – водоснабдени и електрифицирани. Буковите гори наоколо осигуряват приятна планинска прохлада през летните месеци. Поради местонахождението му, а и заради непосредствената близост до ловния резерват Арамлиец, в селото има подходящи условия за ловен туризъм. За любителите рибари, в радиус от около 12-15 километра има два микроязовира и няколко бента по течението на река Тополница. Най-близката обществена минерална баня е в село Поибрене, отдалечено на 20 километра.
Населението на село Каменица е чисто българско.

## История
Край селото има останки от антична крепост и еднокорабна църква от V-VI век.
Населението на село Каменица участва в Априлското въстание. Това е единственото село в Средногорието, което се е самозапалило в съответствие с решенията в Оборище. От селото има участвали и загинали в Междусъюзническата война.

## Религии
- Християнство.

## Културни и природни забележителности
- Чешмата на дядо Луко „1300 години България“.